# Jon Craig
Jon Alastair Craig, né en 1941 ou 1942 – mort le 16 août 2015 à Lower Hutt, est un architecte néo-zélandais.

## Biographie
En 1969, Craig s’associe à son père et avec Gordon Moller pour fonder le cabinet  Craig Craig Moller. Celui-ci va devenir un des plus importants cabinets du pays, d’abord grâce aux maisons résidentielles, puis en concevant de grands bâtiments commerciaux et publics. La propre maison de Craig, qu’il a fait bâtir à Pinehaven en 1967 et progressivement agrandir et rénover au fil des années, était surnommée la « maison dans les arbres » et lui a valu un prix national du NZIA en 1990.
De 1994 à 1999, Jon Craig fut le principal architecte chargé du développement du nouveau terminal de l’aéroport international de Wellington. Il prend sa retraite en 2008.